# Гастон (Јужна Каролина)
Гастон (енгл. Gaston) град је у америчкој савезној држави Јужна Каролина.

## Демографија
По попису из 2010. године број становника је 1.645, што је 341 (26,2%) становника више него 2000. године.
| Група             | 2000.         | 2010.         |
| Белци             | 1.233 (94,6%) | 1.349 (82,0%) |
| Афроамериканци    | 14 (1,1%)     | 151 (9,2%)    |
| Азијати           | 0 (0,0%)      | 7 (0,4%)      |
| Хиспаноамериканци | 25 (1,9%)     | 90 (5,5%)     |
| Укупно            | 1.304         | 1.645         |